# Robert of Rhuddlan

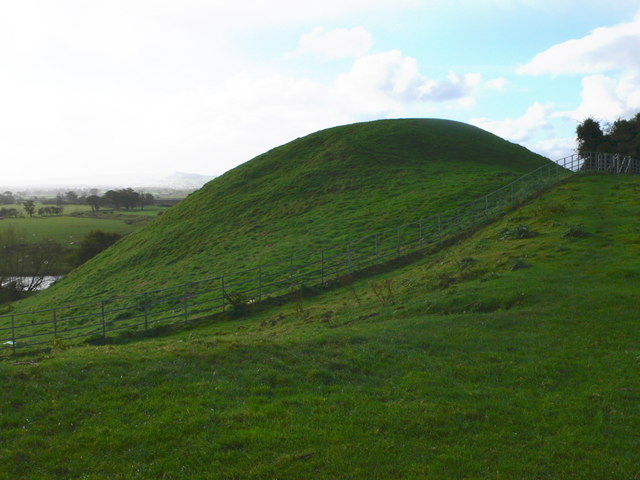
Die Motte von Twthill, der Standort des von Robert gegründeten Rhuddlan Castle

Robert of Rhuddlan (auch Robert de Tilleul oder de Rodelent genannt; † 1093 bei Deganwy) war ein normannischer Ritter und Abenteurer, der weite Teile von Nordwales eroberte.
Er war ein Sohn des normannischen Adligen Humphrey of Tilleul und kam vermutlich bereits vor der normannischen Eroberung nach England, wo er von König Eduard dem Bekenner zum Ritter geschlagen wurde. Zusammen mit seinem Cousin Hugh d’Avranches eroberte er ab 1071 von Chester aus Nordostwales. Er schlug 1071 Bleddyn ap Cynfyn, den König von Powys. Um 1073 erbaute er an der Stelle der Residenz des walisischen Königs Gruffydd ap Llywelyn Rhuddlan Castle, nach dem er sich fortan nannte. 1075 unterstützte er Gruffydd ap Cynan bei dessen Versuch, König von Gwynedd zu werden. Nachdem Gruffydd aber mit Roberts Hilfe seinen Rivalen Trahern ap Caradog vertrieben hatte, wandte er sich gegen Robert und griff Rhuddlan Castle an. Der Angriff scheiterte, und in der Folge musste Gruffydd wieder aus Gwynedd flüchten. Mit königlicher Billigung stieß Robert nun weiter nach Westen vor und errichtete um 1078 Deganwy Castle am River Conwy. König Wilhelm der Eroberer ernannte Robert zum eigenständigen Herrn von Rhos und Rhufoniog. 1081 konnte Robert Gruffydd ap Cynan gefangen nehmen, der in der Schlacht von Mynydd Carn Trahern ap Caradog geschlagen und getötet hatte. Robert übergab Gruffydd an Hugh d’Avranches, der ihn in Chester einkerkerte. Die Gefangenschaft Gruffydds und der Tod Traherns hinterließen in Gwynedd ein Machtvakuum, das Robert ausnutzte. Gegen eine jährliche Gebühr von 40 Pfund erhielt Robert vom englischen König die Erlaubnis, Nordwales westlich des River Clwyd anzugreifen. Robert stieß mit walisischen und normannischen Truppen plündernd weiter nach Nordwestwales vor. In der Folge eroberten die Normannen weite Teile von Nordwales und errichteten in Bangor, Caernarfon und in Aberlleiniog auf der Insel Anglesey Burgen.
Robert überwarf sich zeitweise mit Hugh d’Avranches über die Aufteilung der Besitzungen, so dass er während der Rebellion von 1088 anders als sein Cousin nicht König Wilhelm II., sondern dessen Bruder Robert Curthose unterstützte. Während der Rebellion wurde Robert zusammen mit Odo von Bayeux in Rochester Castle belagert. Nach der Eroberung der Burg und der Niederschlagung der Rebellion wurde Robert vom König begnadigt.
Robert starb vermutlich 1093, nachdem Gruffydd ap Cynan aus der Gefangenschaft freigekommen war. Gruffydd ap Cynan soll mit drei Schiffen einen Raubzug entlang der nordwalisischen Küste geführt haben. Als die Piraten Vieh und Gefangene von Roberts Ländereien auf seine Schiffe brachten, soll Robert von Deganwy Castle aus nur in Begleitung eines Knappen Gruffydd und seine Schiffe angegriffen haben. Dabei wurde er überwältigt und getötet. Hugh d’Avranches ließ ihn in der Abtei St. Werburgh, der heutigen Kathedrale von Chester, bestatten.
Einen Teil seiner Güter in Cheshire stiftete Robert der Abtei Saint-Évroult in der Normandie, doch letztlich fielen sie nach einem Streit zwischen Hugh und Roberts Bruder an die Abtei St. Werburgh. Seine Ländereien in Wales fielen nach seinem Tod an Hugh d’Avranches.
Robert galt als Muster eines draufgängerischen Normannen, der rücksichtsloses Gemetzel, Stolz und Frömmigkeit vereinte. Ihm lag weniger an der Beherrschung des Landes als am Kampf. Trotzdem hatte er die normannische Herrschaft über Nordostwales so gefestigt, dass die Region noch bis 1140 dem Earl of Chester gehörte und erst nach einem walisischen Aufstand von den Fürsten von Gwynedd zurückerobert wurde.